# بالزو ثيين بونين لونجير
بالزو ثيين بونين لونجير هو قصر أرستقراطي في فيتشنزا شمال إيطاليا، صممه المهندس المعماري الإيطالي في عصر النهضة أندريا بالاديو، على الأرجح في عام 1572، وبناه فينتشنزو سكاموزي بعد وفاة بالاديو. يعد القصر واحد من قصور المدينة لعائلة ثينين التي عمل على بنائها بالاديو، والآخر هو بلازو ثينين في منطقة كونترا بورتي القريبة، ومنذ عام 1994 أصبح القصر جزءًا من مواقع التراث العالمي لليونسكو، واسمه الحالي «مدينة فيتشنزا وفيلات بالاديان في فينيتو».

## التاريخ
يغلب الشك اليقين بشأن تاريخ الفيال الحضارية التي بناها فرانشيسكو ثيين على ممتلكات عائلية في الطرف بد ًء الشرقي من سترادا ماجوري)اليوم كورسو باالديو (ا من التاريخ المحدد لبنائها. لم يكن المبنى قد أنجز بعد عند وفاة باالديو كما ورد في بيانتا انجليكا عام 1580 وذكر أيضا انه ال يزال هناك منازل قديمة فقط وحديقة. كما سجلت وثيقة من 1586 أن البناء لم يبدأ بعد، ولكن بالتأكيد عند وفاة الراعي فرانشيسكو ثيين في عام 1593 كان القصر قد بني ثلثه على األقل، بعدها أكمل العمل حتى النهاية اينيا ثيين الذي ورث تركة عمه فرانشيسكو خالل العقد األول من القرن السابع عشر. وفي عام 1835 استحوذ ليليو بونين لونجير على القصر.
كتب فينتشنزو سكاموزي في أطروحته (L'idea della architettura universale) التي ُنشرت في البندقية عام 1615 أنه كان مسؤولاً عن إكمال تشييد المبنى على أساس مشروع مهندس معماري آخر (دون تحديد من هو) مع بعض التنقيحات للتصميم الأصلي (وهو ما لم يوضحه). المهندس المعماري الذي لم يسمه سكاموزي هو بالتأكيد أندريا بالاديو؛ لوجود مخطوطتين حاليا ترجع إلى قصر فرانشيسكو ثين: يوجد فيها مسارين متغيران للخطة، قريبان إلى حد كبير من المبنى الحالي، بالإضافة إلى رسم تخطيطي للواجهة التي يختلف تمامًا عن التي اُنجزت، لم يتضح متى صاغ بالاديو أفكاره للقصر، ولكن من المعقول أنه فعل ذلك في عام 1572، وهو العام الذي قسَّم فيه فرانشيسكو ثيين وعمه أورازيو ممتلكات العائلة، وحصل الأول على نفس الموقع الذي كان صرح بالاديو فيه ترتفع.

## الهندسة معمارية
إذا حلل المرء المبنى المذكور، فستبرز العديد من العناصر التي تعود تاريخها إلى سبعينيات القرن الخامس عشر. على سبيل المثال، العديد من نقاط التشابه مع قصر بارباران دا بورتو، سواء في تصميم الجزء السفلي أو في الطابق المزدوج الكبير (شرفات الفناء)، بالمقابل قد يكون الجانب من عمل فينتشنزو سكاموزي؛ نظرًا لمقربته من قصر بلازو تريسينو، فالردهة العميقة المختلفة اختلافا كبيرا عن التنظيم المعماري السائد يظهر ان العمل من تنفيذ سكاموزي.  لقد أعيد استخدام الجدران غير المنتظمة والموجودة مسبقا في الغرف الموجودة على يمين الردهة عند دخول المرء، أما تلك الموجودة على اليسارفجدرانها منتظمة تمامًا والتي توضح أنه يرتفع من أسس جديدة.

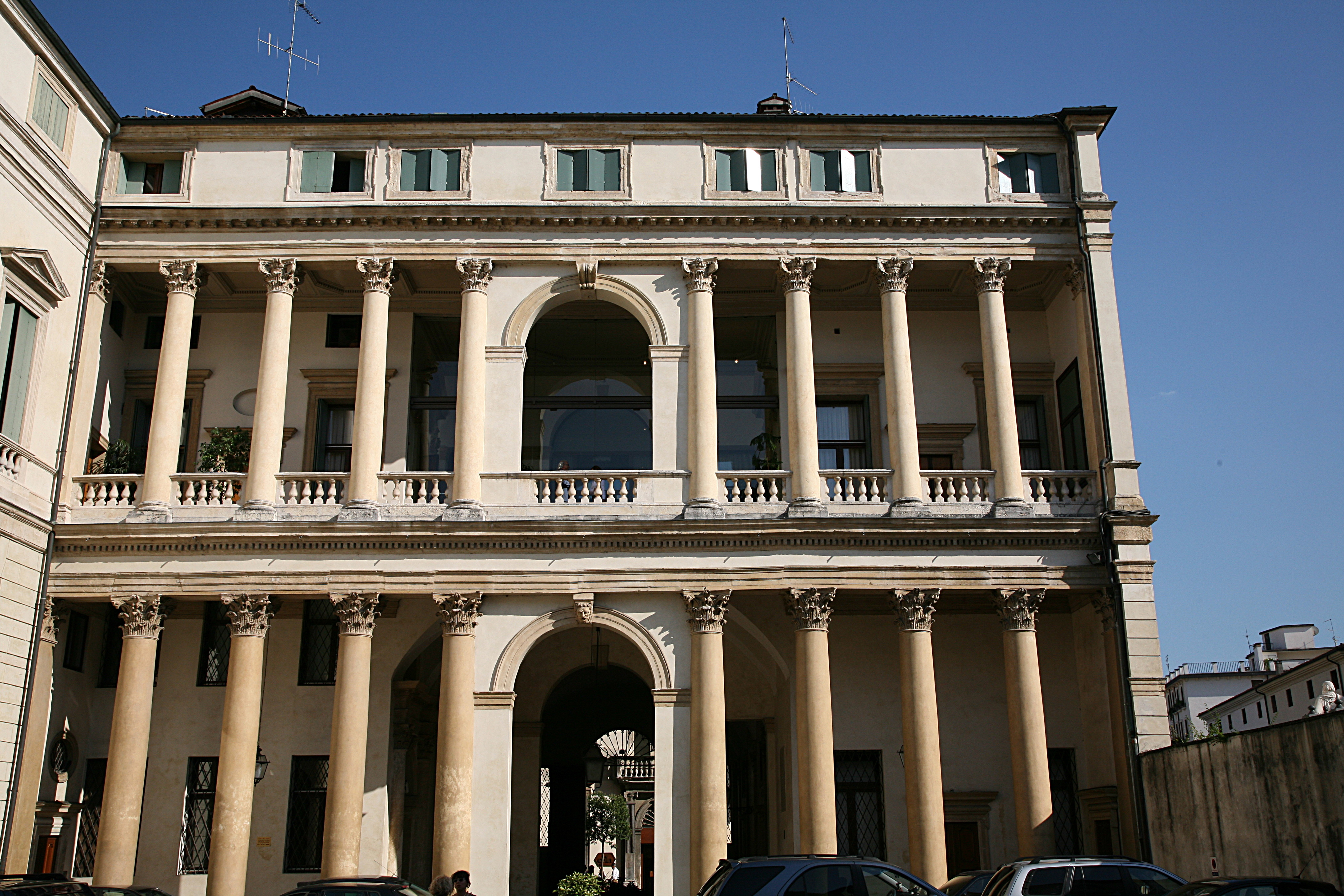
شرفات من طابقين في الفناء (رسم اوتافيو سكاموزي )
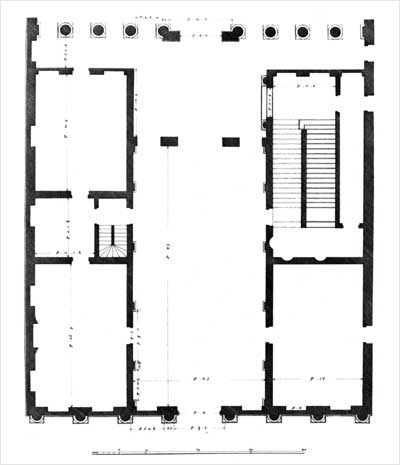
مخطط الأرضية (رسم أوتافيو بيرتوتي سكاموزي ، 1776)
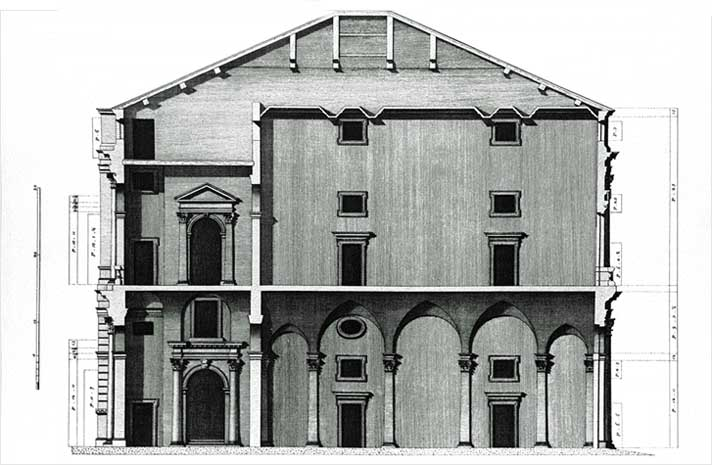
مقطع عرضي (رسم ، 1776)

## روابط خارجية
- Palazzo Thiene Bonin Longare in the CISA website